# Arichanna jaguarinaria
Arichanna jaguarinaria là một loài bướm đêm trong họ Geometridae.